# カークリーズ・スタジアム
カークリーズ・スタジアム（Kirklees Stadium、以前の名称はAlfred McAlpine StadiumもしくはGalpharm Stadium）は、イングランド・ウェスト・ヨークシャー州ハダースフィールドにあるスタジアムである。ビール会社ジョン・スミスズ・ブルワリーが命名権を取得し「ジョン・スミスズ・スタジアム」と呼称されている。現在は、ハダースフィールド・タウンと、ラグビーリーグクラブでスーパーリーグに所属するハダーズフィールド・ジャイアンツのホームスタジアムとなっている。収容人数は24,121人。

## 概要
ハダースフィールド・タウンAFCはクラブ創設の1908年以来、リーズ・ロードをホームスタジアムとして使用していたが、1994年に移転した。所有権はカークリーズ議会、ハダースフィールド・タウンAFCとハダースフィールド・ジャイアンツが40:40:20の割合で有している。そのうち半分以上を所有しているのが両クラブのチェアマンのケン・デイヴィである。

## 入場者数

### 平均入場者数
- 2007-08:  9,391人 (フットボールリーグ1)
- 2006-07: 10,573人 (フットボールリーグ1)
- 2005-06: 13,058人 (フットボールリーグ1)
- 2004-05: 11,909人 (フットボールリーグ1)

### 最多入場者数
- 67,037 (FAカップ 6回戦) ハダースフィールド・タウン v アーセナル, 1932.2.27 at リーズ・ロード
- 23,678 (FAカップ 3回戦) ハダースフィールド・タウン v リヴァプール, 1999.12.12 at ガルファーム